# Sint-Willibrordsabdij
De Sint-Willibrordsabdij te Doetinchem is de jongste van de Nederlandse benedictijnenabdijen.

## Geschiedenis
In 1904 keerden de Benedictijnen terug naar Nederland en betrokken in 1907 de St.-Paulusabdij in Oosterhout. Door de voortdurende groei komt in 1935 de St.-Adelbertsabdij in Egmond tot stand. Door opnieuw sterke groei wordt in de jaren dertig overwogen een klooster in Gelderland te stichten. In 1942 worden er concrete plannen gemaakt een klein klooster te stichten op Huis Bingerden. Door de oorlogsfeiten worden de plannen gewijzigd en wordt Bingerden omgebouwd tot refugiehuis voor de monniken uit Egmond. In 1944 werd Bingerden gevorderd en vestigen de monniken zich tijdelijk geïmproviseerd in Doesburg. Na de bevrijding krijgen zij via het Militair Gezag toestemming zich tot hun terugkeer te huisvesten op kasteel Slangenburg, dat ontnomen was aan de Duitse familie Passmann. In de zomer van 1945 vertrekken de monniken weer naar Egmond. Men overweegt dan opnieuw een definitief klooster in Gelderland te stichten.
De abdij werd direct na de Tweede Wereldoorlog gesticht vanuit de (toen) overbevolkte Abdij van Oosterhout. Aanvankelijk woonden de monniken op het kasteel Slangenburg, dat zij tegelijkertijd ook restaureerden. In de kelder volgden zij lessen in het metselen om met de opgedane kennis in de jaren vijftig van de 20e eeuw de nieuwe abdij te bouwen op een stuk van het landgoed, ongeveer een kilometer verderop. Omdat bouwmaterialen na de oorlog schaars waren, moest dit gebeuren met afgekeurde straatstenen. Ook de daken zijn bijzonder: omdat er geen hout genoeg was, zijn deze direct onder de pannen van beton.
Oorspronkelijk was het huidige complex slechts voor tijdelijke huisvesting bedoeld. Het zou als bedrijfsgebouw dienst gaan doen nadat er op de lange termijn een grote abdij gebouwd zou zijn, deze is echter nooit gerealiseerd. De abdijkerk is een kopie op schaal van een romaanse kerk (Saint Philibert in Tournus, Frankrijk).

## Abten
- Dom Kees Tholens (1954-1972)[1]
- Dom Piet van den Biesen (1984-1998)[2]
- Dom Rien van den Heuvel (2007-2015)[3]
- Dom Henry Vesseur (2015-2025)